# 6795 Örnsköldsvik
(6795) Örnsköldsvik, denumire internațională (6795) Ornskoldsvik, este un asteroid din centura principală de asteroizi.

## Descriere
6795 Örnsköldsvik este un asteroid din centura principală de asteroizi. A fost descoperit pe 17 martie 1993 la Observatorul La Silla în cadrul programului UESAC. Asteroidul prezintă o orbită caracterizată de o semiaxă mare de 2,64 ua, o excentricitate de 0,12 și o înclinație de 5,1° în raport cu ecliptica.